# آران (رودخانه)
آران (به انگلیسی: Aran)، (در زبان باسکی Haran خوانده می‌شود)، ریزآبه چپی از آدور در شهرستان باسک فرانسه، آکیتن واقع در جنوب فرانسه است. طول آن ۴۸٫۴ کیلومتر است.
این رودخانه به نام Joyeuse نیز معروف بوده، که این نام، نام ریزآبه از بیدوز (Bidouze) نیز می‌باشد.